# Ворсянка разрезная

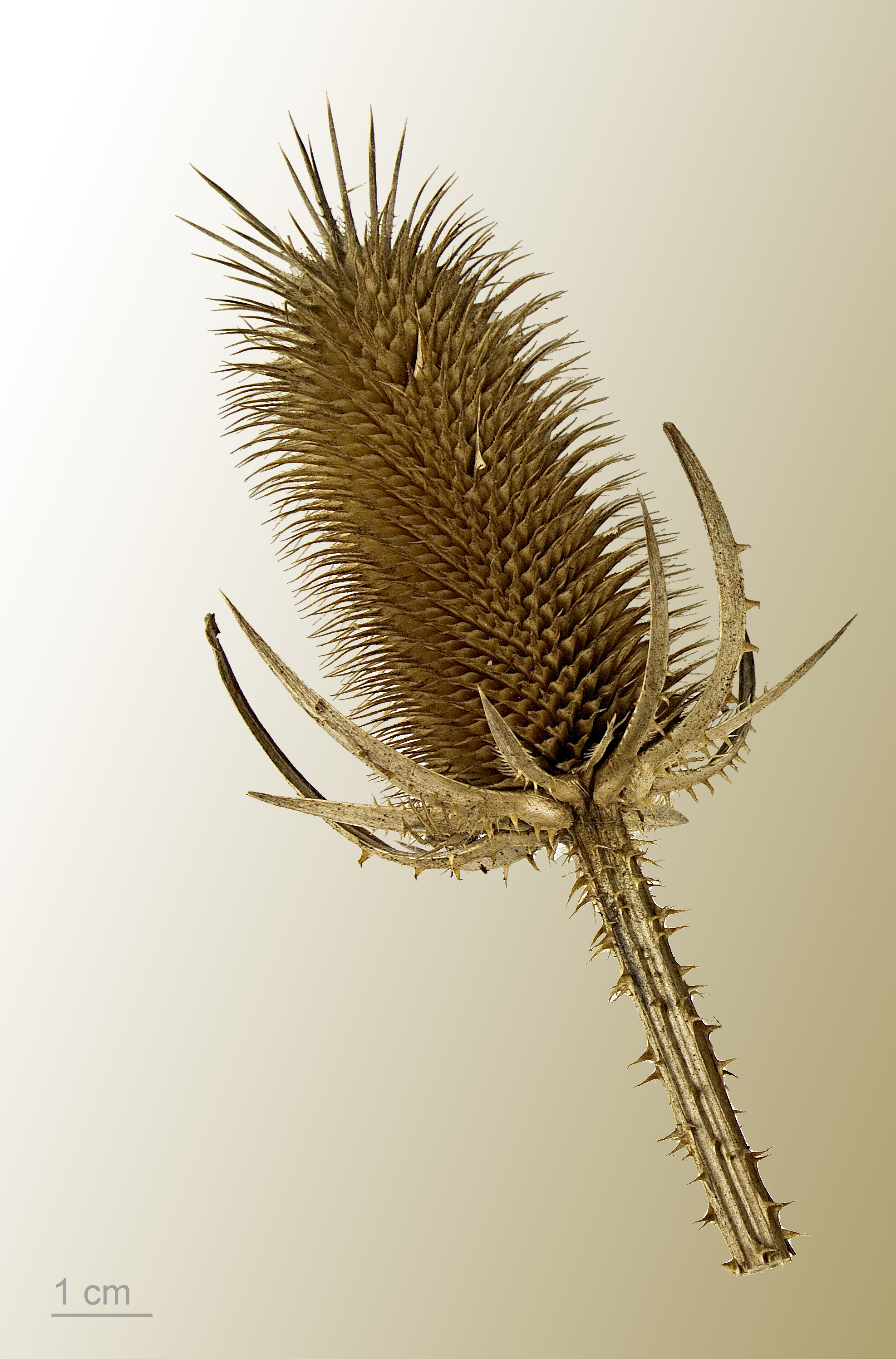
Dipsacus laciniatus
Тулузский музей

Ворся́нка разрезная (лат. Dípsacus laciniátus) — вид двулетних травянистых растений рода Ворсянка (Dipsacus) семейства Жимолостные (Caprifoliaceae).

## Ботаническое описание
Стебли прямые, ребристые, шиповатые, высотой 50—150 см.
Прикорневые листья короткочерешковые, продолговато-обратнояйцевидные, перистолопастные или зубчатые, стеблевые — супротивные, продолговатые, лировидные снизу шиповатые по средней жилке.
Соцветия — головки 5—8 см длиной, листочки обёртки шиловидно-ланцетные. Цветки бледно-лиловые или белые, длиной около 13 мм.
Цветёт в июне—июле, плодоносит в августе.

## Классификация

### Таксономия
Вид Ворсянка разрезная входит в род Ворсянка (Dipsacus) подсемейства Ворсянковые (Dipsacoideae) семейства Жимолостные (Caprifoliaceae) порядка Ворсянкоцветные (Dipsacales).
|  |                                      |  |                                                         |                                                         |                       |  | ещё 1 семейство (согласно Системе APG III) | ещё 1 семейство (согласно Системе APG III) |                        |  |  |  | ещё 27 видов |
|  |                                      |  |                                                         |                                                         |                       |  | ещё 1 семейство (согласно Системе APG III) | ещё 1 семейство (согласно Системе APG III) |                        |  |  |  | ещё 27 видов |
|  |                                      |  |                                                         | порядок Ворсянкоцветные                                 |                       |  |                                            |                                            | род Ворсянка           |  |  |  |              |
|  |                                      |  |                                                         | порядок Ворсянкоцветные                                 |                       |  |                                            |                                            | род Ворсянка           |  |  |  |              |
|  | отдел Цветковые, или Покрытосеменные |  |                                                         |                                                         | семейство Жимолостные |  |                                            |                                            | вид Ворсянка разрезная |  |  |  |              |
|  | отдел Цветковые, или Покрытосеменные |  |                                                         |                                                         | семейство Жимолостные |  |                                            |                                            |                        |  |  |  |              |
|  |                                      |  | ещё 58 порядков цветковых растений (по Системе APG III) | ещё 58 порядков цветковых растений (по Системе APG III) |                       |  |                                            | ещё 49 родов                               | ещё 49 родов           |  |  |  |              |
|  |                                      |  |                                                         | ещё 58 порядков цветковых растений (по Системе APG III) |                       |  |                                            |                                            | ещё 49 родов           |  |  |  |              |